# Rio delle Muneghette
Le rio delle Muneghette (en vénitien Rio de le Muneghete; canal des moinesses) est un canal de Venise dans le sestiere de Santa Croce, marquant la limite avec San Polo. Il est parfois mentionné comme rio delle Sacchere dans sa partie sud par certains plans de Venise.

## Origine
Munega est le mot vénitien pour monaca, sœur religieuse, moinesse.
Les sœurs Angela et Lucia Pasqualigo, établies avec leur oncle paternel Antonio dans l'île de Candie, dans le monastère de Santa Caterina, revinrent à Venise en 1623. Elles fondèrent près d'ici une congrégation de femmes pieuses avec oratoire dédié à la Nativité du Seigneur, vulgairement appelé Gesù e Maria (Jésus et Marie).
Elles adoptèrent la règle de saint Augustin, et en 1633, elles édifièrent une église, approuvée par le pape Innocent X en 1647. En 1806, ces religieuses furent regroupées avec celles de Sant'Andrea et en 1821, le curé de San Cassiano (Domenico Bazzana) introduisit dans ce couvent les religieuses Servites Ermites avec le titre de l'Addolorata (Notre-Dame de Peine) ; elles y résident encore de nos jours. L'église fut supprimée en 1949.
Sacchere, secchere (ou sechere), secchera ou secchi est un endroit qui est couvert d'eau au moment du flux marin, et reste sec au moment du reflux.

## Description
Le rio a une longueur de 350 mètres. Il part du rio de San Zuane vers le sud, puis sud-est, puis ouest pour rejoindre le rio de la Frescada.

## Situation
Ce rio longe :
- l'Église San Nicolò da Tolentino ;
- les fondamente delle Sacchere.

## Ponts
Ce rio est traversé (du nord au sud) par :
- le Ponte Canal reliant la Corte Dario à la Calle de la Laca  ;
- le Ponte de le Sechere reliant la Calle de le Chiovere à la Calle de Ca' Amai ; ainsi s'appela un endroit inondé au moment du flux marin et sec au moment du reflux ; les chiovere indique un endroit où sèchèrent les laines teintes à l'air libre.

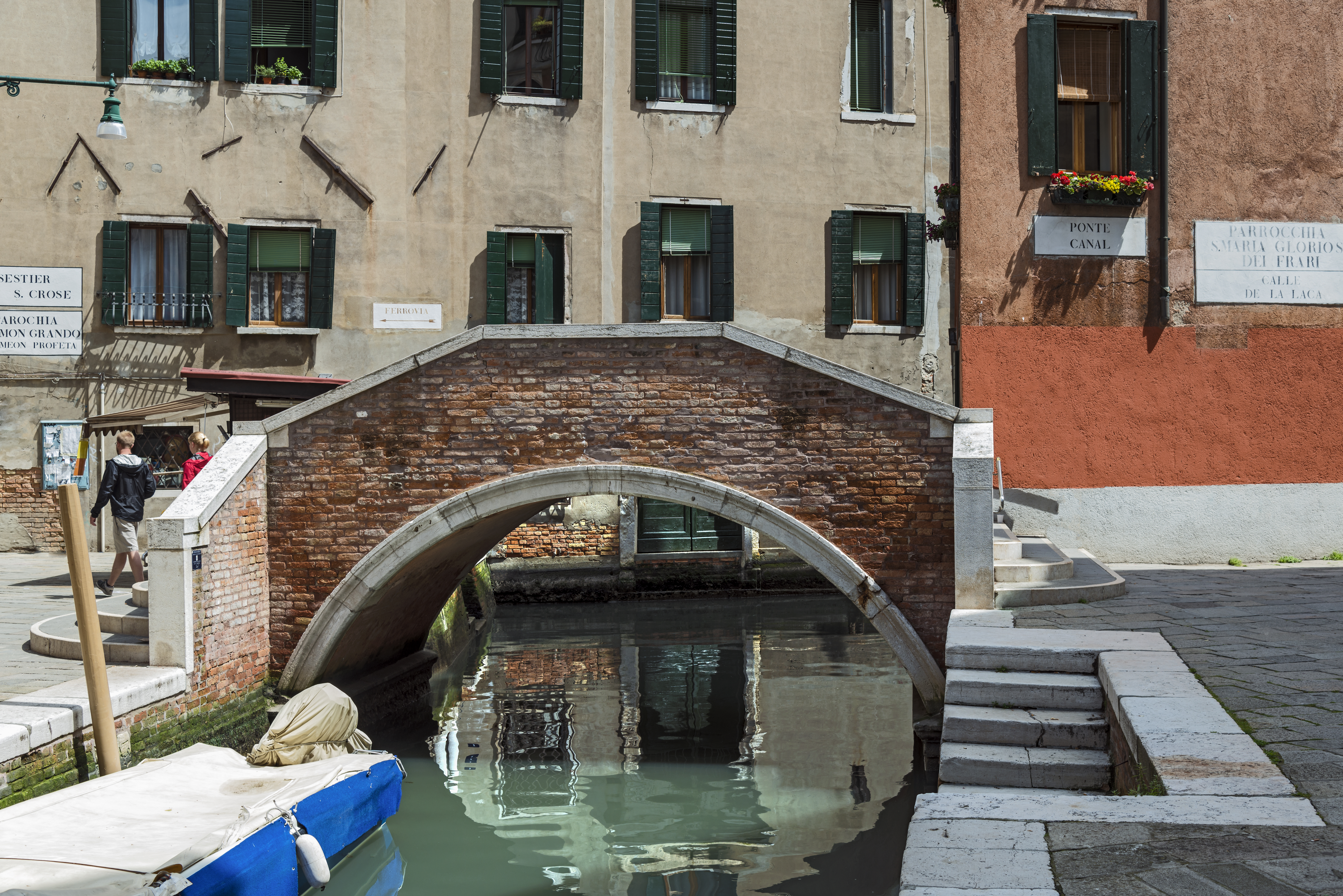
Ponte Canal
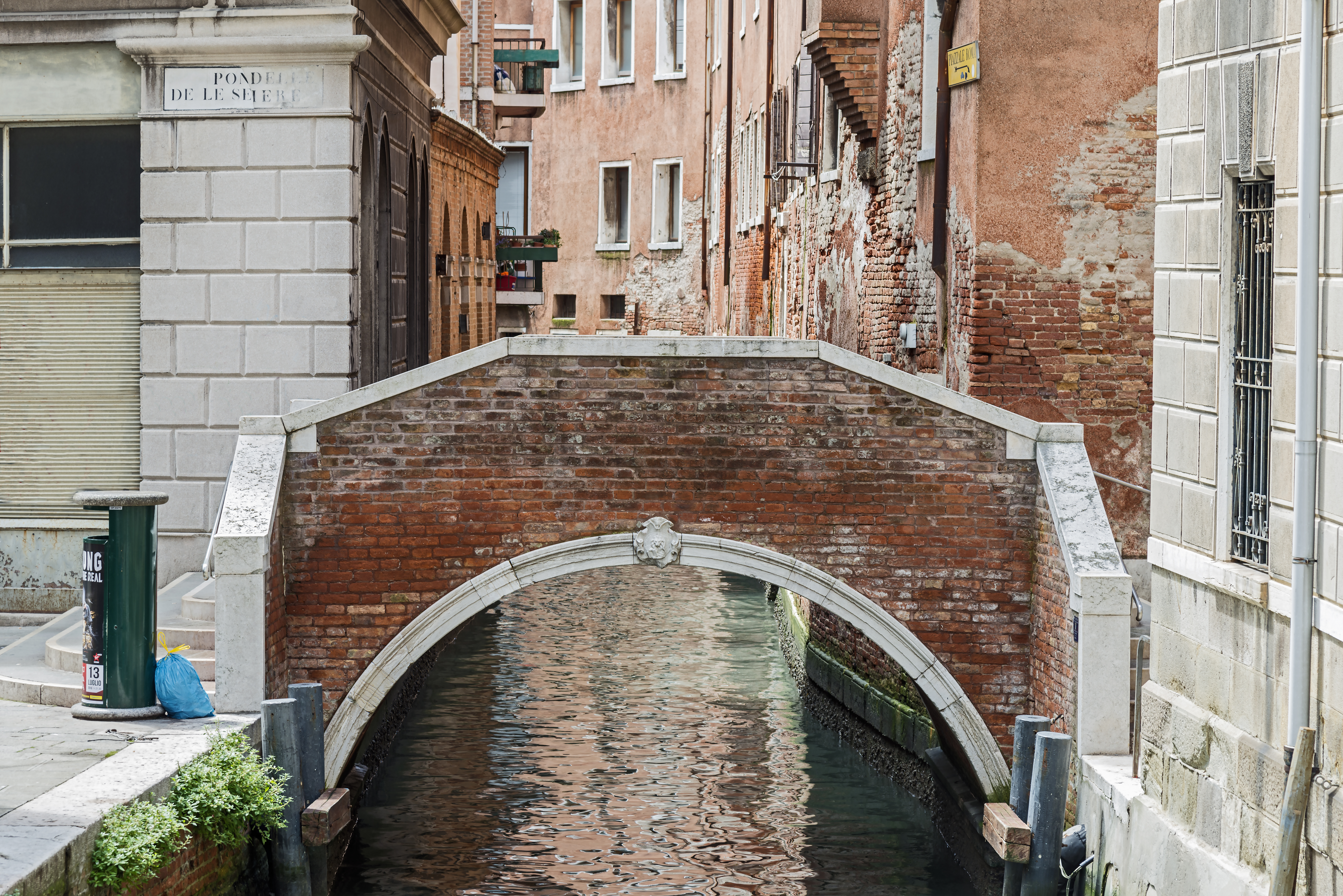
Le ponte delle Secchere